# Udea bipunctalis
Udea bipunctalis là một loài bướm đêm trong họ Crambidae.